# Richie Wellens
Richard Paul "Richie" Wellens, född den 26 mars 1980 i Manchester, är en engelsk professionell fotbollstränare och före detta -spelare som är huvudtränare för Leyton Orient. Wellens spelade mestadels som central mittfältare, en mer defensiv sådan.

## Spelarkarriär
Wellens började sin spelarkarriär i Manchester Uniteds anrika akademi. Han skrev 1999 på för A-laget, men spelade bara i en enda match och det var som inhoppare i Ligacupen. Wellens värvades 2000 till Blackpool, där han lyckades rätt bra med nästan 200 spelade ligamatcher och 16 mål under de följande fem säsongerna. Han var med i laget som tog sig upp till tredjedivisionen Second Division under den första säsongen i klubben och var även med och vann Football League Trophy 2001/02 och 2003/04.
2005 flyttade Wellens till Oldham Athletic, där han hann spela knappa 90 ligamatcher på två år (8 mål). Han flyttade därefter till Doncaster Rovers, där han hann med drygt 80 ligamatcher på två år (9 mål). Han var med och tog klubben upp till The Championship efter 2007/08 års säsong.
Sommaren 2009 knackade Leicester City på dörren. Wellens värvades till klubben för drygt 1,2 miljoner pund, Leicesters dyraste värvning den sommaren. Wellens visade klass då han spelade mycket bra genom hela säsongen. Hans första mål för klubben kom mot Middlesbrough på straff. Under den tredje säsongen för Leicester utsågs han till lagkapten. Hösten 2012 lånades han ut en kortare tid till Ipswich Town, där han spelade sju matcher.
Sommaren 2013, efter fyra år, 129 ligamatcher och 4 mål för klubben, lämnade Wellens Leicester och gick tillbaka till sin gamla klubb Doncaster Rovers. Han lånades ut till Oldham Athletic under 2015/16 års säsong och i början av 2016 gick han till Shrewsbury Town, där han hjälpte till att rädda kvar klubben i League One. På hösten samma år fick han mindre speltid och lämnade för Salford City i National League North (nivå 6), men han slutade där efter bara sex matcher. Därefter spelade han en kortare tid för Macclesfield Town innan han avslutade spelarkarriären.

## Tränarkarriär
Inför 2017/18 års säsong utsågs Wellens till hjälptränare för Oldham Athletic, men han befordrades till huvudtränare i september när klubben sparkade den tidigare tränaren. Wellens fick själv sparken efter säsongen, då Oldham hade åkt ur League One. I november 2018 fick han en ny chans som huvudtränare, denna gång för Swindon Town.

## Meriter
- Blackpool
  - Playoffvinnare Third Division (nivå 4): 2000/01
  - Football League Trophy: 2001/02, 2003/04

- Doncaster Rovers
  - Playoffvinnare League One (nivå 3): 2007/08